# Elettrone delocalizzato
In chimica fisica un elettrone delocalizzato è un elettrone di una molecola che non è associato a uno specifico atomo o ad uno specifico legame covalente.
Gli elettroni delocalizzati sono parte del sistema elettronico π che si estende su molti atomi adiacenti. Si possono trovare in sistemi coniugati di doppi legami e in sistemi aromatici e mesoionici. Una delocalizzazione elettronica si verifica anche nei metalli solidi, dove l'orbitale d interferisce con l'orbitale s superiore. Essi consistono di ioni positivi (cationi) allineati in un "mare" di elettroni delocalizzati liberi di muoversi attraverso la struttura. Questa caratteristica contribuisce alle proprietà fisiche del metallo, quale ad esempio la conduttività elettrica.

La formula di struttura del benzene

Nel benzene, che ha un semplice anello aromatico, la delocalizzazione di sei elettroni π sull'intero anello è spesso indicata graficamente con un cerchio. Questo indica che le distanze di legame sono uguali per tutti i suoi legami C-C. In alternativa il benzene può essere rappresentato con strutture di risonanza.
Un altro esempio di elettroni delocalizzati si trova negli acidi carbossilici. Quando un acido acarbossilico viene disciolto in acqua, il gruppo ossidrile dissocia un protone e gli elettroni sono poi delocalizzati tra i due atomi di ossigeno dell'anione carbossilato.
Gli elettroni delocalizzati sono importanti per molte ragioni. Una reazione chimica prevista potrebbe non avvenire perché gli elettroni delocalizzano in una configurazione più stabile, portando ad una reazione che avviene quindi in un'altra posizione. Ad esempio tentando un'alchilazione di Friedel-Crafts del benzene con 1cloro-2metilpropano, il carbocatione riarrangia ad un gruppo ter-butile stabilizzato da iperconiugazione, un particolare tipo di delocalizzazione.